# Maciej Gąsienica Ciaptak
Maciej Gąsienica Ciaptak (ur. 8 października 1954 w Zakopanem) – polski narciarz-alpejczyk, 24 razy zdobył tytuł mistrza Polski w konkurencjach alpejskich. Akademicki mistrz i wicemistrz świata.
Ukończył Liceum Technik Plastycznych. Zawodnik AZS Zakopane. Karierę sportową rozpoczął w 1972 roku uzyskując tytuł mistrza Polski w slalomie specjalnym. W 1974 roku w Mistrzostwach Świata w St. Moritz zajął 6. miejsce w trójkombinacji alpejskiej i 8. w slalomie gigancie. W 1978 w Mistrzostwach Świata w Garmisch Partenkirchen zajął 6. miejsce w kombinacji alpejskiej. Również w 1978 na Uniwersjadzie w Spindlerowym Młynie zdobył złoty medal w slalomie i srebrny w trójkombinacji. W 1981 na Uniwersjadzie w Jaca w Hiszpanii zdobył 4. miejsce w slalomie gigancie i 4. miejsce w trójkombinacji. W 1982 wywalczył dwa tytułu mistrza Polski. W 1983 również dwa, a w 1984 trzy tytuły mistrza Polski w slalomie, slalomie gigancie i dwuboju slalomowym.
Z uprawiania narciarstwa wycofał się w 1984 roku. Później startował w zawodach motocyklowych.

## Życie prywatne
Ojcem Macieja jest Jan Gąsienica Ciaptak. Matka Helena Gąsienica Roj. Maciej Gąsienica Ciaptak od 1984 prowadzi kwiaciarnię.